# Stor mosesnegl
Stor mosesnegl (Lymnaea stagnalis) er en snegl, der findes i ferskvand i det meste af Europa, Vest- og Nordasien samt Nordamerika. I Danmark er den meget almindelig i planterige damme og søer. Skallen er tynd, 5-6 centimeter høj, gulligt hornfarvet og med 6-8 vindinger med spidst spir, hvilket gør arten let kendelig i forhold til andre mosesnegle.

## Levevis
Mosesneglen lever især af alger, men tager også bløde og halvrådne vandplanter. Om foråret og sommeren opholder den sig derfor især i områder med mange planter.
Mosesneglen er hermafrodit med en samtidig tilstedeværelse af hanlige og hunlige kønsorganer. Under parringen agerer den enten som hun eller han. De 5-6 centimeter lange ægkapsler kan indeholde op til 300 æg.
Mosesengle ses ofte hænge i vandhinden fæstnet ved kappehuleåbningen, således at kappehulen kan fyldes med luft. Om vinteren opholder den sig i den del af søen, der senest fryser til, og det vil typisk være i midten af søen.